# Verstrooiing (natuurkunde)

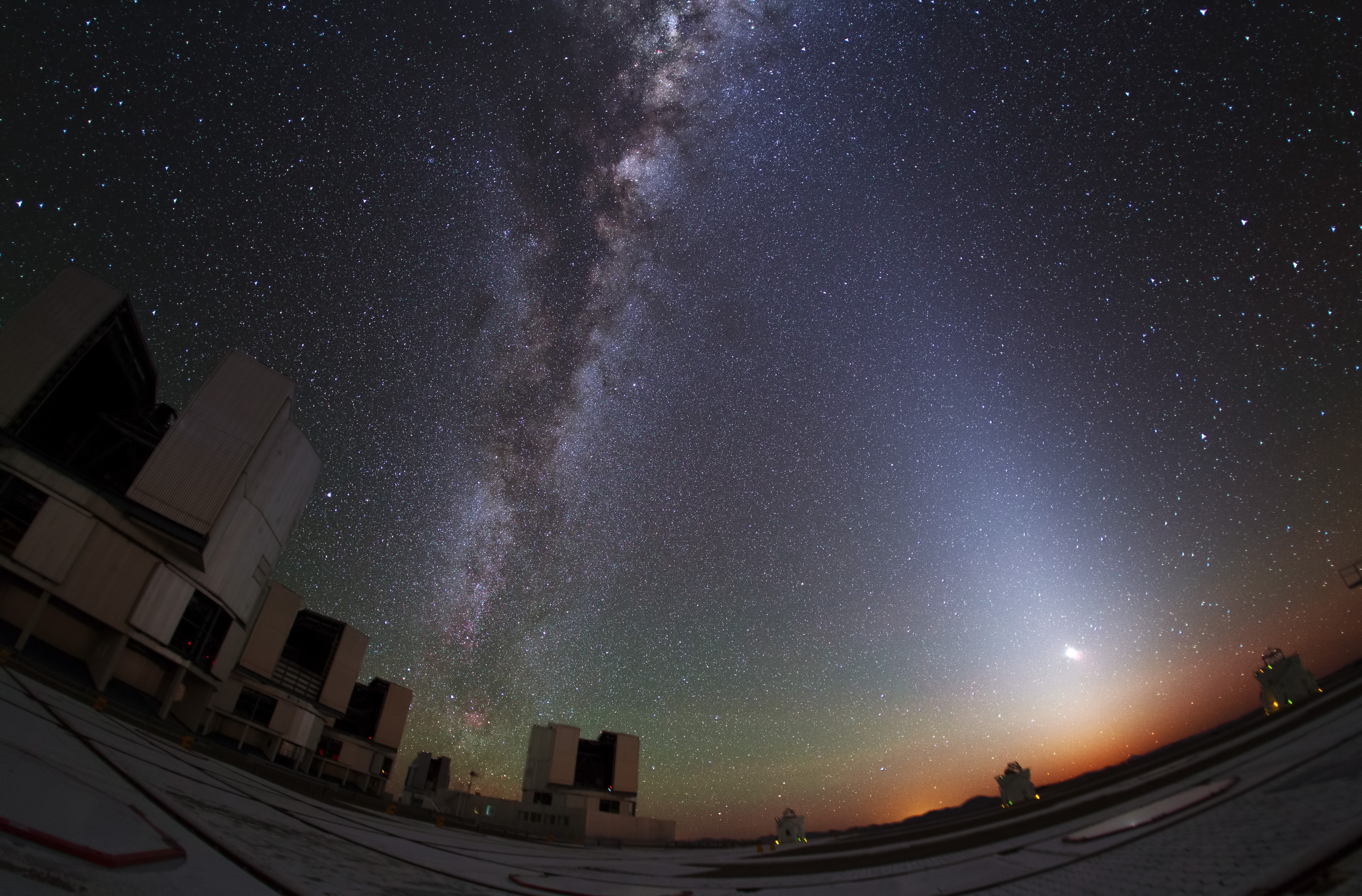
Zodiakaal licht is een lichte gloed aan de avondhemel die ontstaat door de verstrooiing van zonlicht door stof- en gasdeeltjes in het heelal

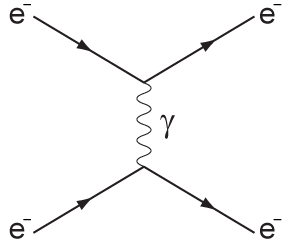
Feynmandiagram van de verstrooiing van twee elektronen

Verstrooiing is een verschijnsel dat optreedt bij golven of deeltjes die onregelmatigheden tegenkomen en daardoor van hun oorspronkelijke richting afwijken. Reflectie is een speciaal geval van verstrooiing aan een glad oppervlak.

## Beschrijving van het verschijnsel
Onregelmatigheden bij golven zijn alle overgangen van een golf naar een medium met een hogere of lagere golfweerstand. De onregelmatigheden kunnen velerlei zijn, bij licht bijvoorbeeld mistdruppels of moleculen, maar het kunnen ook dichtheidsfluctuaties in vloeistoffen of gassen zijn of onregelmatigheden in kristallen.
Afhankelijk van de grootte van de verstrooiende objecten zijn de verstrooiingsrichtingen meer of minder willekeurig. Bij grotere onregelmatigheden is de verstrooide golf voornamelijk onder hoeken rond de 0 en de 180 graden afgebogen en is de intensiteit bij hoeken rond de 90 graden verwaarloosbaar. Bij kleine onregelmatigheden is het aandeel van de onder 90 graden afgebogen golven toe tot ongeveer de helft van die van de bijna doorlopende en of teruglopende golven en is de verstrooiing dus wat meer willekeurig. Te denken valt aan de blauwe lucht, die ook in richtingen die 90 graden afwijken van het invallende zonlicht nog een hoge lichtintensiteit heeft.

## Soorten verstrooiing
Verstrooiing kan elastisch of niet-elastisch zijn. Eenvoudig gezegd blijft bij een elastische botsing de kinetische energie van een deeltje behouden, terwijl bij niet-elastische botsingen energie wordt overgedragen. Aldus valt de volgende indeling te maken:

### Elastisch
- Mieverstrooiing, grotere deeltjes, de theorie beschrijft alle grootteklassen van verstrooiende deeltjes
- Rayleighverstrooiing, van elektromagnetische straling door een vrij geladen deeltje (bij zichtbaar licht over het algemeen moleculen)
- Thomsonverstrooiing, van elektromagnetische straling door een vrij geladen deeltje
- Verstrooiing van Rutherford, van geladen deeltjes

### Inelastisch
- Antistokesverstrooiing
- Brillouinverstrooiing
- Comptonverstrooiing
- Ramanverstrooiing
- Stokesverstrooiing

Verstrooiing treedt op met alle soorten golven en deeltjes: elektromagnetische golven zoals licht, maar ook geluidsgolven, watergolven en kwantumgolven. Bij comptonverstrooiing wordt kortgolvige straling verstrooid aan elektronen, die energie winnen.